# Åke Sandström (fotograf)
Sten Åke Alexander Sandström, född 1947, är en svensk fotograf. Han har varit verksam sedan 1960-talet och arbetat med kunder som Damernas Värld, Femina och Året Runt. Under åren 2000–2009 var han ordförande för Svenska Fotografers Förbund. Han engagerade sig bland annat för utbildningsfrågor inom fotografi och för nationella ansvarsfrågan för fotografi.